# Championship League 2010
Die Championship League 2010 war ein Einladungsturnier in der Snooker-Saison 2009/10. Die 8 Runden – 7 Qualifikationsgruppen und die abschließende Winners’ Group – wurden an 4 Terminen zwischen 4. Januar und 25. März 2010 ausgetragen. Die dritte Championship League fand wieder im Crondon Park Golf Club nahe der kleinen Ortschaft Stock in der Grafschaft Essex statt.
Der Sieger von 2009, Judd Trump, qualifizierte sich erneut für die Winners’ Group, verpasste aber die Play-offs. Das Finale gewann Marco Fu mit 3:2 gegen Mark Allen. Nach der Premier League 2003 war es für Fu der zweite Sieg bei einem Turnier im Gruppenformat und insgesamt der dritte Titel im Profisnooker.

## Preisgeld
Wie in den beiden Jahren zuvor wurden die Prämien für Framegewinne und Platzierungen wie folgt verteilt:
| Gruppen 1–7                            | Preisgeld |
| -------------------------------------- | --------- |
| Sieger                                 | 3.000 £   |
| Finalist                               | 2.000 £   |
| Halbfinalist                           | 1.000 £   |
| Prämie pro Framegewinn (K.-o.-Phase)   | 300 £     |
| Prämie pro Framegewinn (Gruppenspiele) | 100 £     |

| Winners’ Group                         | Preisgeld |
| -------------------------------------- | --------- |
| Turniersieger                          | 10.000 £  |
| Finalist                               | 5.000 £   |
| Halbfinalist                           | 3.000 £   |
| Prämie pro Framegewinn (K.-o.-Phase)   | 300 £     |
| Prämie pro Framegewinn (Gruppenspiele) | 200 £     |

## Qualifikationsgruppen
Ablauf: In jeder der sieben Gruppen spielen sieben Spieler im Jeder-gegen-jeden-Modus gegeneinander. Die ersten vier Spieler jeder Gruppe kommen weiter in die K.-o.-Phase, in der um den Gruppensieg gespielt wird. Der Gewinner qualifiziert sich für die abschließende Winners’ Group. Die in der K.-o.-Phase unterlegenen Spieler sowie der auf Rang 5 platzierte Spieler treten in der folgenden Gruppe zusammen mit drei neuen Spielern wieder an. Die beiden Gruppenletzten scheiden aus.
An vier Terminen in den ersten drei Monaten des Jahres wurden jeweils zwei Runden gespielt. Beginnend am 4. Januar gab es 7 Qualifikationsgruppen, am Ende stand die abschließende Winners’ Group, die mit dem Finale am 25. März entschieden wurde.

### Gruppe 1
Die Spiele der ersten Gruppe fanden am 4. und 5. Januar 2010 statt. Punktgleich qualifizierten sich vier Spieler für die K.-o.-Runde, in der Stephen Maguire der stärkste Spieler war und sich für die Winners’ Group qualifizierte. Shaun Murphy und Ryan Day schieden aus.

#### Gruppenspiele
| Spiel | Spieler 1       | Ergebnis | Spieler 2       |
| ----- | --------------- | -------- | --------------- |
| 1     | Judd Trump      | 13:13    | Ryan Day        |
| 2     | Mark Selby      | 32:32    | Ali Carter      |
| 3     | Shaun Murphy    | 30:30    | Stephen Maguire |
| 4     | John Higgins    | 30:30    | Judd Trump      |
| 5     | Ryan Day        | 32:32    | Mark Selby      |
| 6     | Ali Carter      | 03:03    | Shaun Murphy    |
| 7     | Stephen Maguire | 23:23    | John Higgins    |
| 8     | Judd Trump      | 31:31    | Mark Selby      |
| 9     | Ryan Day        | 30:30    | Ali Carter      |
| 10    | Shaun Murphy    | 31:31    | John Higgins    |
| 11    | Mark Selby      | 23:23    | John Higgins    |
| 12    | Stephen Maguire | 23:23    | Ali Carter      |

| Spiel | Spieler 1       | Ergebnis | Spieler 2       |
| ----- | --------------- | -------- | --------------- |
| 1     | Judd Trump      | 13:13    | Ryan Day        |
| 2     | Mark Selby      | 32:32    | Ali Carter      |
| 3     | Shaun Murphy    | 30:30    | Stephen Maguire |
| 4     | John Higgins    | 30:30    | Judd Trump      |
| 5     | Ryan Day        | 32:32    | Mark Selby      |
| 6     | Ali Carter      | 03:03    | Shaun Murphy    |
| 7     | Stephen Maguire | 23:23    | John Higgins    |
| 8     | Judd Trump      | 31:31    | Mark Selby      |
| 9     | Ryan Day        | 30:30    | Ali Carter      |
| 10    | Shaun Murphy    | 31:31    | John Higgins    |
| 11    | Mark Selby      | 23:23    | John Higgins    |
| 12    | Stephen Maguire | 23:23    | Ali Carter      |

| Spiel | Spieler 1  | Ergebnis | Spieler 2       |
| ----- | ---------- | -------- | --------------- |
| 13    | Judd Trump | 13:13    | Stephen Maguire |
| 14    | Ryan Day   | 31:31    | Shaun Murphy    |
| 15    | Ali Carter | 30:30    | John Higgins    |
| 16    | Mark Selby | 13:13    | Stephen Maguire |
| 17    | Judd Trump | 13:13    | Shaun Murphy    |
| 18    | Ryan Day   | 32:32    | John Higgins    |
| 19    | Ryan Day   | 31:31    | Stephen Maguire |
| 20    | Mark Selby | 30:30    | Shaun Murphy    |
| 21    | Judd Trump | 32:32    | Ali Carter      |

| Spiel | Spieler 1  | Ergebnis | Spieler 2       |
| ----- | ---------- | -------- | --------------- |
| 13    | Judd Trump | 13:13    | Stephen Maguire |
| 14    | Ryan Day   | 31:31    | Shaun Murphy    |
| 15    | Ali Carter | 30:30    | John Higgins    |
| 16    | Mark Selby | 13:13    | Stephen Maguire |
| 17    | Judd Trump | 13:13    | Shaun Murphy    |
| 18    | Ryan Day   | 32:32    | John Higgins    |
| 19    | Ryan Day   | 31:31    | Stephen Maguire |
| 20    | Mark Selby | 30:30    | Shaun Murphy    |
| 21    | Judd Trump | 32:32    | Ali Carter      |

#### Tabelle
| Pos. | Spieler         | Gegner | Gegner | Gegner | Gegner | Gegner | Gegner | Gegner | Partien | Frames | Punkte | Preisgeld NB |
| ---- | --------------- | ------ | ------ | ------ | ------ | ------ | ------ | ------ | ------- | ------ | ------ | ------------ |
| Pos. | Spieler         | TRU    | CAR    | MAG    | SEL    | HIG    | MUR    | DAY    | Partien | Frames | Punkte | Preisgeld NB |
| 1    | Judd Trump      |        | 2:3    | 3:1    | 1:3    | 3:0    | 3:1    | 3:1    | 4:2     | 15:9   | 4      | 2800 £       |
| 2    | Ali Carter      | 3:2    |        | 2:3    | 3:2    | 0:3    | 3:0    | 3:0    | 4:2     | 14:10  | 4      | 3000 £       |
| 3    | Stephen Maguire | 1:3    | 3:2    |        | 1:3    | 3:2    | 3:0    | 3:1    | 4:2     | 14:11  | 4      | 6200 £       |
| 4    | Mark Selby      | 3:1    | 2:3    | 3:1    |        | 3:2    | 0:3    | 3:2    | 4:2     | 14:12  | 4      | 4300 £       |
| 5    | John Higgins    | 0:3    | 3:0    | 2:3    | 2:3    |        | 3:1    | 3:2    | 3:3     | 13:12  | 3      | 1300 £       |
| 6    | Shaun Murphy    | 1:3    | 0:3    | 0:3    | 3:0    | 1:3    |        | 3:1    | 2:4     | 8:13   | 2      | 0800 £       |
| 7    | Ryan Day        | 1:3    | 0:3    | 1:3    | 2:3    | 2:3    | 1:3    |        | 0:6     | 7:18   | 0      | 0700 £       |

Qualifikation für das Halbfinale der Gruppe 1
Qualifikation für Gruppe 2

#### K.-o.-Phase
|  | Halbfinale Best of 5 Frames | Halbfinale Best of 5 Frames | Halbfinale Best of 5 Frames |  |  | Finale Best of 5 Frames | Finale Best of 5 Frames | Finale Best of 5 Frames |
|  |                             |                             |                             |  |  |                         |                         |                         |
|  |                             |                             |                             |  |  |                         |                         |                         |
|  | 1                           | Judd Trump                  | 1                           |  |  |                         |                         |                         |
|  | 4                           | Mark Selby                  | 3                           |  |  |                         |                         |                         |
|  |                             |                             |                             |  |  | 4                       | Mark Selby              | 0                       |
|  |                             |                             |                             |  |  | 3                       | Stephen Maguire         | 3                       |
|  | 2                           | Ali Carter                  | 2                           |  |  |                         |                         |                         |
|  | 3                           | Stephen Maguire             | 3                           |  |  |                         |                         |                         |
|  |                             |                             |                             |  |  |                         |                         |                         |

### Gruppe 2
Die Spiele der Gruppe 2 wurden am 6. und 7. Januar ausgetragen. Marco Fu kam neu hinzu und wurde gleich Gruppensieger, in den Play-offs war aber der Zweitplatzierte John Higgins der Bessere, der es in die Winners’ Group schaffte. Der zweite Neuzugang Neil Robertson rettete sich in die nächste Gruppe, wohingegen Ronnie O’Sullivan zusammen mit Mark Selby ausschied.

#### Gruppenspiele
| Spiel | Spieler 1         | Ergebnis | Spieler 2         |
| ----- | ----------------- | -------- | ----------------- |
| 1     | Ali Carter        | 13:13    | John Higgins      |
| 2     | Mark Selby        | 31:31    | Judd Trump        |
| 3     | Neil Robertson    | 30:30    | Marco Fu          |
| 4     | Ronnie O’Sullivan | 23:23    | Mark Selby        |
| 5     | John Higgins      | 23:23    | Neil Robertson    |
| 6     | Judd Trump        | 03:03    | Ali Carter        |
| 7     | Marco Fu          | 30:30    | Ronnie O’Sullivan |
| 8     | Mark Selby        | 03:03    | Ali Carter        |
| 9     | Judd Trump        | 31:31    | John Higgins      |
| 10    | Neil Robertson    | 03:03    | Ronnie O’Sullivan |
| 11    | Ali Carter        | 13:13    | Ronnie O’Sullivan |
| 12    | Marco Fu          | 13:13    | John Higgins      |

| Spiel | Spieler 1         | Ergebnis | Spieler 2         |
| ----- | ----------------- | -------- | ----------------- |
| 1     | Ali Carter        | 13:13    | John Higgins      |
| 2     | Mark Selby        | 31:31    | Judd Trump        |
| 3     | Neil Robertson    | 30:30    | Marco Fu          |
| 4     | Ronnie O’Sullivan | 23:23    | Mark Selby        |
| 5     | John Higgins      | 23:23    | Neil Robertson    |
| 6     | Judd Trump        | 03:03    | Ali Carter        |
| 7     | Marco Fu          | 30:30    | Ronnie O’Sullivan |
| 8     | Mark Selby        | 03:03    | Ali Carter        |
| 9     | Judd Trump        | 31:31    | John Higgins      |
| 10    | Neil Robertson    | 03:03    | Ronnie O’Sullivan |
| 11    | Ali Carter        | 13:13    | Ronnie O’Sullivan |
| 12    | Marco Fu          | 13:13    | John Higgins      |

| Spiel | Spieler 1    | Ergebnis | Spieler 2         |
| ----- | ------------ | -------- | ----------------- |
| 13    | Mark Selby   | 30:30    | Marco Fu          |
| 14    | Judd Trump   | 32:32    | Neil Robertson    |
| 15    | John Higgins | 03:03    | Ronnie O’Sullivan |
| 16    | Ali Carter   | 31:31    | Marco Fu          |
| 17    | Judd Trump   | 03:03    | Ronnie O’Sullivan |
| 18    | Mark Selby   | 23:23    | Neil Robertson    |
| 19    | Ali Carter   | 03:03    | Neil Robertson    |
| 20    | Judd Trump   | 31:31    | Marco Fu          |
| 21    | Mark Selby   | 30:30    | John Higgins      |

| Spiel | Spieler 1    | Ergebnis | Spieler 2         |
| ----- | ------------ | -------- | ----------------- |
| 13    | Mark Selby   | 30:30    | Marco Fu          |
| 14    | Judd Trump   | 32:32    | Neil Robertson    |
| 15    | John Higgins | 03:03    | Ronnie O’Sullivan |
| 16    | Ali Carter   | 31:31    | Marco Fu          |
| 17    | Judd Trump   | 03:03    | Ronnie O’Sullivan |
| 18    | Mark Selby   | 23:23    | Neil Robertson    |
| 19    | Ali Carter   | 03:03    | Neil Robertson    |
| 20    | Judd Trump   | 31:31    | Marco Fu          |
| 21    | Mark Selby   | 30:30    | John Higgins      |

#### Tabelle
| Pos. | Spieler           | Gegner | Gegner | Gegner | Gegner | Gegner | Gegner | Gegner | Partien | Frames | Punkte | Preisgeld NB |
| ---- | ----------------- | ------ | ------ | ------ | ------ | ------ | ------ | ------ | ------- | ------ | ------ | ------------ |
| Pos. | Spieler           | MFU    | HIG    | TRU    | CAR    | ROB    | SEL    | OSU    | Partien | Frames | Punkte | Preisgeld NB |
| 1    | Marco Fu          |        | 3:1    | 3:1    | 3:1    | 3:0    | 3:0    | 0:3    | 5:1     | 15:6   | 5      | 2500 £       |
| 2    | John Higgins      | 1:3    |        | 3:1    | 1:3    | 3:2    | 3:0    | 3:0    | 4:2     | 14:9   | 4      | 6200 £       |
| 3    | Judd Trump        | 1:3    | 1:3    |        | 3:0    | 2:3    | 3:1    | 3:0    | 3:3     | 13:10  | 3      | 2900 £       |
| 4    | Ali Carter        | 1:3    | 3:1    | 0:3    |        | 3:0    | 0:3    | 3:1    | 3:3     | 10:11  | 3      | 4200 £       |
| 5    | Neil Robertson    | 0:3    | 2:3    | 3:2    | 0:3    |        | 2:3    | 3:0    | 2:4     | 10:14  | 2      | 1000 £       |
| 6    | Mark Selby        | 0:3    | 0:3    | 1:3    | 3:0    | 3:2    |        | 2:3    | 2:4     | 9:14   | 2      | 0900 £       |
| 7    | Ronnie O’Sullivan | 3:0    | 0:3    | 0:3    | 1:3    | 0:3    | 3:2    |        | 2:4     | 7:14   | 2      | 0700 £       |

Qualifikation für das Halbfinale der Gruppe 2
Qualifikation für Gruppe 3

#### K.-o.-Phase
|  | Halbfinale Best of 5 Frames | Halbfinale Best of 5 Frames | Halbfinale Best of 5 Frames |  |  | Finale Best of 5 Frames | Finale Best of 5 Frames | Finale Best of 5 Frames |
|  |                             |                             |                             |  |  |                         |                         |                         |
|  |                             |                             |                             |  |  |                         |                         |                         |
|  | 1                           | Marco Fu                    | 0                           |  |  |                         |                         |                         |
|  | 4                           | Ali Carter                  | 3                           |  |  |                         |                         |                         |
|  |                             |                             |                             |  |  | 4                       | Ali Carter              | 1                       |
|  |                             |                             |                             |  |  | 2                       | John Higgins            | 3                       |
|  | 2                           | John Higgins                | 3                           |  |  |                         |                         |                         |
|  | 3                           | Judd Trump                  | 2                           |  |  |                         |                         |                         |
|  |                             |                             |                             |  |  |                         |                         |                         |

### Gruppe 3
Die Partien der Gruppe 3 fanden am 18. und 19. Januar statt. Im dritten Anlauf holte sich Judd Trump den Gruppensieg und danach auch den Play-off-Sieg, gleichbedeutend mit der Qualifikation für die Winners’ Group. Neuzugang Mark Allen war der unterlegene Finalist. Neu dabei waren auch Joe Perry und Stephen Hendry, die aber beide unmittelbar wieder ausschieden.

#### Gruppenspiele
| Spiel | Spieler 1      | Ergebnis | Spieler 2      |
| ----- | -------------- | -------- | -------------- |
| 1     | Ali Carter     | 31:31    | Marco Fu       |
| 2     | Judd Trump     | 13:13    | Neil Robertson |
| 3     | Stephen Hendry | 32:32    | Mark Allen     |
| 4     | Joe Perry      | 13:13    | Ali Carter     |
| 5     | Marco Fu       | 31:31    | Judd Trump     |
| 6     | Neil Robertson | 23:23    | Stephen Hendry |
| 7     | Mark Allen     | 23:23    | Joe Perry      |
| 8     | Ali Carter     | 30:30    | Judd Trump     |
| 9     | Marco Fu       | 13:13    | Neil Robertson |
| 10    | Stephen Hendry | 32:32    | Joe Perry      |
| 11    | Judd Trump     | 13:13    | Joe Perry      |
| 12    | Mark Allen     | 23:23    | Neil Robertson |

| Spiel | Spieler 1      | Ergebnis | Spieler 2      |
| ----- | -------------- | -------- | -------------- |
| 1     | Ali Carter     | 31:31    | Marco Fu       |
| 2     | Judd Trump     | 13:13    | Neil Robertson |
| 3     | Stephen Hendry | 32:32    | Mark Allen     |
| 4     | Joe Perry      | 13:13    | Ali Carter     |
| 5     | Marco Fu       | 31:31    | Judd Trump     |
| 6     | Neil Robertson | 23:23    | Stephen Hendry |
| 7     | Mark Allen     | 23:23    | Joe Perry      |
| 8     | Ali Carter     | 30:30    | Judd Trump     |
| 9     | Marco Fu       | 13:13    | Neil Robertson |
| 10    | Stephen Hendry | 32:32    | Joe Perry      |
| 11    | Judd Trump     | 13:13    | Joe Perry      |
| 12    | Mark Allen     | 23:23    | Neil Robertson |

| Spiel | Spieler 1      | Ergebnis | Spieler 2      |
| ----- | -------------- | -------- | -------------- |
| 13    | Ali Carter     | 03:03    | Mark Allen     |
| 14    | Marco Fu       | 13:13    | Stephen Hendry |
| 15    | Neil Robertson | 03:03    | Joe Perry      |
| 16    | Judd Trump     | 13:13    | Mark Allen     |
| 17    | Marco Fu       | 13:13    | Joe Perry      |
| 18    | Ali Carter     | 23:23    | Stephen Hendry |
| 19    | Judd Trump     | 32:32    | Stephen Hendry |
| 20    | Marco Fu       | 32:32    | Mark Allen     |
| 21    | Ali Carter     | 23:23    | Neil Robertson |

| Spiel | Spieler 1      | Ergebnis | Spieler 2      |
| ----- | -------------- | -------- | -------------- |
| 13    | Ali Carter     | 03:03    | Mark Allen     |
| 14    | Marco Fu       | 13:13    | Stephen Hendry |
| 15    | Neil Robertson | 03:03    | Joe Perry      |
| 16    | Judd Trump     | 13:13    | Mark Allen     |
| 17    | Marco Fu       | 13:13    | Joe Perry      |
| 18    | Ali Carter     | 23:23    | Stephen Hendry |
| 19    | Judd Trump     | 32:32    | Stephen Hendry |
| 20    | Marco Fu       | 32:32    | Mark Allen     |
| 21    | Ali Carter     | 23:23    | Neil Robertson |

#### Tabelle
| Pos. | Spieler        | Gegner | Gegner | Gegner | Gegner | Gegner | Gegner | Gegner | Partien | Frames | Punkte | Preisgeld NB |
| ---- | -------------- | ------ | ------ | ------ | ------ | ------ | ------ | ------ | ------- | ------ | ------ | ------------ |
| Pos. | Spieler        | TRU    | MFU    | ALL    | CAR    | ROB    | PER    | HEN    | Partien | Frames | Punkte | Preisgeld NB |
| 1    | Judd Trump     |        | 3:1    | 3:1    | 3:0    | 3:1    | 3:1    | 2:3    | 5:1     | 17:7   | 5      | 6500 £       |
| 2    | Marco Fu       | 1:3    |        | 2:3    | 3:1    | 3:1    | 3:1    | 3:1    | 4:2     | 15:10  | 4      | 2800 £       |
| 3    | Mark Allen     | 1:3    | 3:2    |        | 0:3    | 3:2    | 3:2    | 3:2    | 4:2     | 13:14  | 4      | 4800 £       |
| 4    | Ali Carter     | 0:3    | 1:3    | 3:0    |        | 3:2    | 1:3    | 3:2    | 3:3     | 11:13  | 3      | 2100 £       |
| 5    | Neil Robertson | 1:3    | 1:3    | 2:3    | 2:3    |        | 3:0    | 3:2    | 2:4     | 12:14  | 2      | 1200 £       |
| 6    | Joe Perry      | 1:3    | 1:3    | 2:3    | 3:1    | 0:3    |        | 3:2    | 2:4     | 10:15  | 2      | 1000 £       |
| 7    | Stephen Hendry | 3:2    | 1:3    | 2:3    | 2:3    | 2:3    | 2:3    |        | 1:5     | 12:17  | 1      | 1200 £       |

Qualifikation für das Halbfinale der Gruppe 3
Qualifikation für Gruppe 4

#### K.-o.-Phase
|  | Halbfinale Best of 5 Frames | Halbfinale Best of 5 Frames | Halbfinale Best of 5 Frames |  |  | Finale Best of 5 Frames | Finale Best of 5 Frames | Finale Best of 5 Frames |
|  |                             |                             |                             |  |  |                         |                         |                         |
|  |                             |                             |                             |  |  |                         |                         |                         |
|  | 1                           | Judd Trump                  | 3                           |  |  |                         |                         |                         |
|  | 4                           | Ali Carter                  | 0                           |  |  |                         |                         |                         |
|  |                             |                             |                             |  |  | 1                       | Judd Trump              | 3                       |
|  |                             |                             |                             |  |  | 3                       | Mark Allen              | 2                       |
|  | 2                           | Marco Fu                    | 1                           |  |  |                         |                         |                         |
|  | 3                           | Mark Allen                  | 3                           |  |  |                         |                         |                         |
|  |                             |                             |                             |  |  |                         |                         |                         |

### Gruppe 4
Die Partien der Gruppe 4 fanden am 20. und 21. Januar statt. Die Neuzugänge Mark Williams und Peter Ebdon schafften es in die K.-o.-Runde, während Liang Wenbo nach dem einen Auftritt wieder ausschied, zusammen mit Ali Carter, der im vierten Anlauf scheiterte. Das Finale bestritten Neil Robertson und Marco Fu, beide zum dritten Mal dabei. Fu sicherte sich mit einem Sieg die Teilnahme an der Finalgruppe.

#### Gruppenspiele
| Spiel | Spieler 1      | Ergebnis | Spieler 2      |
| ----- | -------------- | -------- | -------------- |
| 1     | Mark Allen     | 30:30    | Marco Fu       |
| 2     | Ali Carter     | 31:31    | Neil Robertson |
| 3     | Peter Ebdon    | 31:31    | Mark Williams  |
| 4     | Liang Wenbo    | 31:31    | Mark Allen     |
| 5     | Marco Fu       | 03:03    | Ali Carter     |
| 6     | Neil Robertson | 30:30    | Peter Ebdon    |
| 7     | Mark Williams  | 30:30    | Liang Wenbo    |
| 8     | Mark Allen     | 23:23    | Ali Carter     |
| 9     | Marco Fu       | 32:32    | Neil Robertson |
| 10    | Peter Ebdon    | 13:13    | Liang Wenbo    |
| 11    | Ali Carter     | 32:32    | Liang Wenbo    |
| 12    | Mark Williams  | 31:31    | Neil Robertson |

| Spiel | Spieler 1      | Ergebnis | Spieler 2      |
| ----- | -------------- | -------- | -------------- |
| 1     | Mark Allen     | 30:30    | Marco Fu       |
| 2     | Ali Carter     | 31:31    | Neil Robertson |
| 3     | Peter Ebdon    | 31:31    | Mark Williams  |
| 4     | Liang Wenbo    | 31:31    | Mark Allen     |
| 5     | Marco Fu       | 03:03    | Ali Carter     |
| 6     | Neil Robertson | 30:30    | Peter Ebdon    |
| 7     | Mark Williams  | 30:30    | Liang Wenbo    |
| 8     | Mark Allen     | 23:23    | Ali Carter     |
| 9     | Marco Fu       | 32:32    | Neil Robertson |
| 10    | Peter Ebdon    | 13:13    | Liang Wenbo    |
| 11    | Ali Carter     | 32:32    | Liang Wenbo    |
| 12    | Mark Williams  | 31:31    | Neil Robertson |

| Spiel | Spieler 1      | Ergebnis | Spieler 2      |
| ----- | -------------- | -------- | -------------- |
| 13    | Mark Allen     | 30:30    | Mark Williams  |
| 14    | Marco Fu       | 13:13    | Peter Ebdon    |
| 15    | Neil Robertson | 13:13    | Liang Wenbo    |
| 16    | Ali Carter     | 32:32    | Mark Williams  |
| 17    | Marco Fu       | 23:23    | Liang Wenbo    |
| 18    | Mark Allen     | 23:23    | Peter Ebdon    |
| 19    | Ali Carter     | 30:30    | Peter Ebdon    |
| 20    | Marco Fu       | 30:30    | Mark Williams  |
| 21    | Mark Allen     | 31:31    | Neil Robertson |

| Spiel | Spieler 1      | Ergebnis | Spieler 2      |
| ----- | -------------- | -------- | -------------- |
| 13    | Mark Allen     | 30:30    | Mark Williams  |
| 14    | Marco Fu       | 13:13    | Peter Ebdon    |
| 15    | Neil Robertson | 13:13    | Liang Wenbo    |
| 16    | Ali Carter     | 32:32    | Mark Williams  |
| 17    | Marco Fu       | 23:23    | Liang Wenbo    |
| 18    | Mark Allen     | 23:23    | Peter Ebdon    |
| 19    | Ali Carter     | 30:30    | Peter Ebdon    |
| 20    | Marco Fu       | 30:30    | Mark Williams  |
| 21    | Mark Allen     | 31:31    | Neil Robertson |

#### Tabelle
| Pos. | Spieler        | Gegner | Gegner | Gegner | Gegner | Gegner | Gegner | Gegner | Partien | Frames | Punkte | Preisgeld NB |
| ---- | -------------- | ------ | ------ | ------ | ------ | ------ | ------ | ------ | ------- | ------ | ------ | ------------ |
| Pos. | Spieler        | ROB    | MFU    | WIL    | EBD    | ALL    | LIA    | CAR    | Partien | Frames | Punkte | Preisgeld NB |
| 1    | Neil Robertson |        | 3:2    | 3:1    | 0:3    | 3:1    | 3:1    | 3:1    | 5:1     | 15:9   | 5      | 4400 £       |
| 2    | Marco Fu       | 2:3    |        | 0:3    | 3:1    | 3:0    | 3:2    | 3:0    | 4:2     | 14:9   | 4      | 6200 £       |
| 3    | Mark Williams  | 1:3    | 3:0    |        | 3:1    | 3:0    | 0:3    | 3:2    | 4:2     | 13:9   | 4      | 2900 £       |
| 4    | Peter Ebdon    | 3:0    | 1:3    | 1:3    |        | 2:3    | 3:1    | 3:0    | 3:3     | 13:10  | 3      | 2600 £       |
| 5    | Mark Allen     | 1:3    | 0:3    | 0:3    | 3:2    |        | 3:1    | 3:2    | 3:3     | 10:14  | 3      | 1000 £       |
| 6    | Liang Wenbo    | 1:3    | 2:3    | 3:0    | 1:3    | 1:3    |        | 3:2    | 2:4     | 11:14  | 2      | 1100 £       |
| 7    | Ali Carter     | 1:3    | 0:3    | 2:3    | 0:3    | 2:3    | 2:3    |        | 0:6     | 7:18   | 0      | 0700 £       |

Qualifikation für das Halbfinale der Gruppe 4
Qualifikation für Gruppe 5

#### K.-o.-Phase
|  | Halbfinale Best of 5 Frames | Halbfinale Best of 5 Frames | Halbfinale Best of 5 Frames |  |  | Finale Best of 5 Frames | Finale Best of 5 Frames | Finale Best of 5 Frames |
|  |                             |                             |                             |  |  |                         |                         |                         |
|  |                             |                             |                             |  |  |                         |                         |                         |
|  | 1                           | Neil Robertson              | 3                           |  |  |                         |                         |                         |
|  | 4                           | Peter Ebdon                 | 1                           |  |  |                         |                         |                         |
|  |                             |                             |                             |  |  | 1                       | Neil Robertson          | 0                       |
|  |                             |                             |                             |  |  | 2                       | Marco Fu                | 3                       |
|  | 2                           | Marco Fu                    | 3                           |  |  |                         |                         |                         |
|  | 3                           | Mark Williams               | 2                           |  |  |                         |                         |                         |
|  |                             |                             |                             |  |  |                         |                         |                         |

### Gruppe 5
Die Partien der Gruppe 5 fanden am 8. und 9. Februar statt. Jamie Cope gelang als Neuzugang auf Anhieb der Vorrundensieg, im Endspiel musste er sich aber Neil Robertson geschlagen geben. Der Australier schaffte im vierten Anlauf die Qualifikation für die Winners’ Group. Mark Allen setzte eine Runde aus, deshalb gab es 4 neue Spieler: Ricky Walden und Dave Harold waren erstmals und gleichzeitig letztmals dabei, Barry Hawkins rettete sich mit zwei knappen Siegen am Schluss in Gruppe 6.

#### Gruppenspiele
| Spiel | Spieler 1      | Ergebnis | Spieler 2      |
| ----- | -------------- | -------- | -------------- |
| 1     | Neil Robertson | 13:13    | Mark Williams  |
| 2     | Peter Ebdon    | 03:03    | Ricky Walden   |
| 3     | Barry Hawkins  | 32:32    | Jamie Cope     |
| 4     | Dave Harold    | 31:31    | Neil Robertson |
| 5     | Mark Williams  | 32:32    | Peter Ebdon    |
| 6     | Ricky Walden   | 23:23    | Barry Hawkins  |
| 7     | Jamie Cope     | 13:13    | Dave Harold    |
| 8     | Neil Robertson | 32:32    | Peter Ebdon    |
| 9     | Mark Williams  | 23:23    | Ricky Walden   |
| 10    | Barry Hawkins  | 13:13    | Dave Harold    |
| 11    | Peter Ebdon    | 31:31    | Dave Harold    |
| 12    | Jamie Cope     | 03:03    | Ricky Walden   |

| Spiel | Spieler 1      | Ergebnis | Spieler 2      |
| ----- | -------------- | -------- | -------------- |
| 1     | Neil Robertson | 13:13    | Mark Williams  |
| 2     | Peter Ebdon    | 03:03    | Ricky Walden   |
| 3     | Barry Hawkins  | 32:32    | Jamie Cope     |
| 4     | Dave Harold    | 31:31    | Neil Robertson |
| 5     | Mark Williams  | 32:32    | Peter Ebdon    |
| 6     | Ricky Walden   | 23:23    | Barry Hawkins  |
| 7     | Jamie Cope     | 13:13    | Dave Harold    |
| 8     | Neil Robertson | 32:32    | Peter Ebdon    |
| 9     | Mark Williams  | 23:23    | Ricky Walden   |
| 10    | Barry Hawkins  | 13:13    | Dave Harold    |
| 11    | Peter Ebdon    | 31:31    | Dave Harold    |
| 12    | Jamie Cope     | 03:03    | Ricky Walden   |

| Spiel | Spieler 1      | Ergebnis | Spieler 2     |
| ----- | -------------- | -------- | ------------- |
| 13    | Neil Robertson | 23:23    | Jamie Cope    |
| 14    | Mark Williams  | 03:03    | Barry Hawkins |
| 15    | Ricky Walden   | 03:03    | Dave Harold   |
| 16    | Peter Ebdon    | 32:32    | Jamie Cope    |
| 17    | Mark Williams  | 13:13    | Dave Harold   |
| 18    | Neil Robertson | 32:32    | Barry Hawkins |
| 19    | Peter Ebdon    | 32:32    | Barry Hawkins |
| 20    | Mark Williams  | 23:23    | Jamie Cope    |
| 21    | Neil Robertson | 23:23    | Ricky Walden  |

| Spiel | Spieler 1      | Ergebnis | Spieler 2     |
| ----- | -------------- | -------- | ------------- |
| 13    | Neil Robertson | 23:23    | Jamie Cope    |
| 14    | Mark Williams  | 03:03    | Barry Hawkins |
| 15    | Ricky Walden   | 03:03    | Dave Harold   |
| 16    | Peter Ebdon    | 32:32    | Jamie Cope    |
| 17    | Mark Williams  | 13:13    | Dave Harold   |
| 18    | Neil Robertson | 32:32    | Barry Hawkins |
| 19    | Peter Ebdon    | 32:32    | Barry Hawkins |
| 20    | Mark Williams  | 23:23    | Jamie Cope    |
| 21    | Neil Robertson | 23:23    | Ricky Walden  |

#### Tabelle
| Pos. | Spieler        | Gegner | Gegner | Gegner | Gegner | Gegner | Gegner | Gegner | Partien | Frames | Punkte | Preisgeld NB |
| ---- | -------------- | ------ | ------ | ------ | ------ | ------ | ------ | ------ | ------- | ------ | ------ | ------------ |
| Pos. | Spieler        | COP    | ROB    | WIL    | EBD    | HAW    | WAL    | HAR    | Partien | Frames | Punkte | Preisgeld NB |
| 1    | Jamie Cope     |        | 2:3    | 2:3    | 3:2    | 3:2    | 3:0    | 3:1    | 4:2     | 16:11  | 4      | 4500 £       |
| 2    | Neil Robertson | 3:2    |        | 3:1    | 2:3    | 2:3    | 3:2    | 3:1    | 4:2     | 16:12  | 4      | 6400 £       |
| 3    | Mark Williams  | 3:2    | 1:3    |        | 2:3    | 3:0    | 3:2    | 3:1    | 4:2     | 15:11  | 4      | 2500 £       |
| 4    | Peter Ebdon    | 2:3    | 3:2    | 3:2    |        | 2:3    | 3:0    | 1:3    | 3:3     | 14:13  | 3      | 2400 £       |
| 5    | Barry Hawkins  | 2:3    | 3:2    | 0:3    | 3:2    |        | 2:3    | 3:1    | 3:3     | 13:14  | 3      | 1300 £       |
| 6    | Ricky Walden   | 0:3    | 2:3    | 2:3    | 0:3    | 3:2    |        | 3:0    | 2:4     | 10:14  | 2      | 1000 £       |
| 7    | Dave Harold    | 1:3    | 1:3    | 1:3    | 3:1    | 1:3    | 0:3    |        | 1:5     | 7:16   | 1      | 0700 £       |

Qualifikation für das Halbfinale der Gruppe 5
Qualifikation für Gruppe 6

#### K.-o.-Phase
|  | Halbfinale Best of 5 Frames | Halbfinale Best of 5 Frames | Halbfinale Best of 5 Frames |  |  | Finale Best of 5 Frames | Finale Best of 5 Frames | Finale Best of 5 Frames |
|  |                             |                             |                             |  |  |                         |                         |                         |
|  |                             |                             |                             |  |  |                         |                         |                         |
|  | 1                           | Jamie Cope                  | 3                           |  |  |                         |                         |                         |
|  | 4                           | Peter Ebdon                 | 0                           |  |  |                         |                         |                         |
|  |                             |                             |                             |  |  | 1                       | Jamie Cope              | 0                       |
|  |                             |                             |                             |  |  | 2                       | Neil Robertson          | 3                       |
|  | 2                           | Neil Robertson              | 3                           |  |  |                         |                         |                         |
|  | 3                           | Mark Williams               | 0                           |  |  |                         |                         |                         |
|  |                             |                             |                             |  |  |                         |                         |                         |

### Gruppe 6
Die Partien der Gruppe 6 fanden am 10. und 11. Februar statt. Mark Allen gewann souverän ohne Frameverlust die K.-o.-Runde und qualifizierte sich als vorletzter Spieler für die Winners’ Group. Von den beiden Neuzugängen hielt sich nur Joe Swail eine weitere Chance offen, Stuart Bingham schied ebenso aus wie Barry Hawkins, der seine zweite Chance vergab.

#### Gruppenspiele
| Spiel | Spieler 1      | Ergebnis | Spieler 2      |
| ----- | -------------- | -------- | -------------- |
| 1     | Jamie Cope     | 30:30    | Mark Williams  |
| 2     | Peter Ebdon    | 03:03    | Barry Hawkins  |
| 3     | Mark Allen     | 23:23    | Stuart Bingham |
| 4     | Joe Swail      | 31:31    | Jamie Cope     |
| 5     | Mark Williams  | 31:31    | Peter Ebdon    |
| 6     | Barry Hawkins  | 31:31    | Mark Allen     |
| 7     | Stuart Bingham | 31:31    | Joe Swail      |
| 8     | Jamie Cope     | 23:23    | Peter Ebdon    |
| 9     | Mark Williams  | 03:03    | Barry Hawkins  |
| 10    | Mark Allen     | 32:32    | Joe Swail      |
| 11    | Peter Ebdon    | 13:13    | Joe Swail      |
| 12    | Stuart Bingham | 23:23    | Barry Hawkins  |

| Spiel | Spieler 1      | Ergebnis | Spieler 2      |
| ----- | -------------- | -------- | -------------- |
| 1     | Jamie Cope     | 30:30    | Mark Williams  |
| 2     | Peter Ebdon    | 03:03    | Barry Hawkins  |
| 3     | Mark Allen     | 23:23    | Stuart Bingham |
| 4     | Joe Swail      | 31:31    | Jamie Cope     |
| 5     | Mark Williams  | 31:31    | Peter Ebdon    |
| 6     | Barry Hawkins  | 31:31    | Mark Allen     |
| 7     | Stuart Bingham | 31:31    | Joe Swail      |
| 8     | Jamie Cope     | 23:23    | Peter Ebdon    |
| 9     | Mark Williams  | 03:03    | Barry Hawkins  |
| 10    | Mark Allen     | 32:32    | Joe Swail      |
| 11    | Peter Ebdon    | 13:13    | Joe Swail      |
| 12    | Stuart Bingham | 23:23    | Barry Hawkins  |

| Spiel | Spieler 1     | Ergebnis | Spieler 2      |
| ----- | ------------- | -------- | -------------- |
| 13    | Jamie Cope    | 30:30    | Stuart Bingham |
| 14    | Mark Williams | 30:30    | Mark Allen     |
| 15    | Barry Hawkins | 30:30    | Joe Swail      |
| 16    | Peter Ebdon   | 23:23    | Stuart Bingham |
| 17    | Mark Williams | 31:31    | Joe Swail      |
| 18    | Jamie Cope    | 23:23    | Mark Allen     |
| 19    | Peter Ebdon   | 32:32    | Mark Allen     |
| 20    | Mark Williams | 03:03    | Stuart Bingham |
| 21    | Jamie Cope    | 32:32    | Barry Hawkins  |

| Spiel | Spieler 1     | Ergebnis | Spieler 2      |
| ----- | ------------- | -------- | -------------- |
| 13    | Jamie Cope    | 30:30    | Stuart Bingham |
| 14    | Mark Williams | 30:30    | Mark Allen     |
| 15    | Barry Hawkins | 30:30    | Joe Swail      |
| 16    | Peter Ebdon   | 23:23    | Stuart Bingham |
| 17    | Mark Williams | 31:31    | Joe Swail      |
| 18    | Jamie Cope    | 23:23    | Mark Allen     |
| 19    | Peter Ebdon   | 32:32    | Mark Allen     |
| 20    | Mark Williams | 03:03    | Stuart Bingham |
| 21    | Jamie Cope    | 32:32    | Barry Hawkins  |

#### Tabelle
| Pos. | Spieler        | Gegner | Gegner | Gegner | Gegner | Gegner | Gegner | Gegner | Partien | Frames | Punkte | Preisgeld NB |
| ---- | -------------- | ------ | ------ | ------ | ------ | ------ | ------ | ------ | ------- | ------ | ------ | ------------ |
| Pos. | Spieler        | EBD    | ALL    | SWA    | WIL    | COP    | BIN    | HAW    | Partien | Frames | Punkte | Preisgeld NB |
| 1    | Peter Ebdon    |        | 2:3    | 3:1    | 3:1    | 2:3    | 3:2    | 3:0    | 4:2     | 16:10  | 4      | 4500 £       |
| 2    | Mark Allen     | 3:2    |        | 2:3    | 3:0    | 2:3    | 3:2    | 3:1    | 4:2     | 16:11  | 4      | 6400 £       |
| 3    | Joe Swail      | 1:3    | 3:2    |        | 3:1    | 1:3    | 3:1    | 3:0    | 4:2     | 14:10  | 4      | 2400 £       |
| 4    | Mark Williams  | 1:3    | 0:3    | 1:3    |        | 3:0    | 3:0    | 3:0    | 3:3     | 11:9   | 3      | 2400 £       |
| 5    | Jamie Cope     | 3:2    | 3:2    | 3:1    | 0:3    |        | 0:3    | 2:3    | 3:3     | 11:14  | 3      | 1100 £       |
| 6    | Stuart Bingham | 2:3    | 2:3    | 1:3    | 0:3    | 3:0    |        | 3:2    | 2:4     | 11:14  | 2      | 1100 £       |
| 7    | Barry Hawkins  | 0:3    | 1:3    | 0:3    | 0:3    | 3:2    | 2:3    |        | 1:5     | 6:17   | 1      | 0600 £       |

Qualifikation für das Halbfinale der Gruppe 6
Qualifikation für Gruppe 7

#### K.-o.-Phase
|  | Halbfinale Best of 5 Frames | Halbfinale Best of 5 Frames | Halbfinale Best of 5 Frames |  |  | Finale Best of 5 Frames | Finale Best of 5 Frames | Finale Best of 5 Frames |
|  |                             |                             |                             |  |  |                         |                         |                         |
|  |                             |                             |                             |  |  |                         |                         |                         |
|  | 1                           | Peter Ebdon                 | 3                           |  |  |                         |                         |                         |
|  | 4                           | Mark Williams               | 1                           |  |  |                         |                         |                         |
|  |                             |                             |                             |  |  | 1                       | Peter Ebdon             | 0                       |
|  |                             |                             |                             |  |  | 2                       | Mark Allen              | 3                       |
|  | 2                           | Mark Allen                  | 3                           |  |  |                         |                         |                         |
|  | 3                           | Joe Swail                   | 0                           |  |  |                         |                         |                         |
|  |                             |                             |                             |  |  |                         |                         |                         |

### Gruppe 7
Die Qualifikationsphase des Turniers endete mit den Partien der Gruppe 7 am 22. und 23. März. Weder Steve Davis noch Michael Holt noch Ding Junhui konnten ihre Chance als Neuzugänge nutzen. Ding kam zwar ins Finale, aber Jamie Cope war es, der sich den Sieg und den letzten Platz in der Winners’ Group sicherte.

#### Gruppenspiele
| Spiel | Spieler 1     | Ergebnis | Spieler 2     |
| ----- | ------------- | -------- | ------------- |
| 1     | Peter Ebdon   | 13:13    | Joe Swail     |
| 2     | Mark Williams | 03:03    | Jamie Cope    |
| 3     | Ding Junhui   | 03:03    | Steve Davis   |
| 4     | Michael Holt  | 31:31    | Peter Ebdon   |
| 5     | Joe Swail     | 30:30    | Mark Williams |
| 6     | Jamie Cope    | 30:30    | Ding Junhui   |
| 7     | Steve Davis   | 31:31    | Michael Holt  |
| 8     | Peter Ebdon   | 23:23    | Mark Williams |
| 9     | Joe Swail     | 30:30    | Jamie Cope    |
| 10    | Ding Junhui   | 31:31    | Michael Holt  |
| 11    | Mark Williams | 03:03    | Michael Holt  |
| 12    | Steve Davis   | 30:30    | Jamie Cope    |

| Spiel | Spieler 1     | Ergebnis | Spieler 2     |
| ----- | ------------- | -------- | ------------- |
| 1     | Peter Ebdon   | 13:13    | Joe Swail     |
| 2     | Mark Williams | 03:03    | Jamie Cope    |
| 3     | Ding Junhui   | 03:03    | Steve Davis   |
| 4     | Michael Holt  | 31:31    | Peter Ebdon   |
| 5     | Joe Swail     | 30:30    | Mark Williams |
| 6     | Jamie Cope    | 30:30    | Ding Junhui   |
| 7     | Steve Davis   | 31:31    | Michael Holt  |
| 8     | Peter Ebdon   | 23:23    | Mark Williams |
| 9     | Joe Swail     | 30:30    | Jamie Cope    |
| 10    | Ding Junhui   | 31:31    | Michael Holt  |
| 11    | Mark Williams | 03:03    | Michael Holt  |
| 12    | Steve Davis   | 30:30    | Jamie Cope    |

| Spiel | Spieler 1     | Ergebnis | Spieler 2    |
| ----- | ------------- | -------- | ------------ |
| 13    | Peter Ebdon   | 23:23    | Steve Davis  |
| 14    | Joe Swail     | 31:31    | Ding Junhui  |
| 15    | Jamie Cope    | 23:23    | Michael Holt |
| 16    | Mark Williams | 03:03    | Steve Davis  |
| 17    | Joe Swail     | 03:03    | Michael Holt |
| 18    | Peter Ebdon   | 13:13    | Ding Junhui  |
| 19    | Mark Williams | 23:23    | Ding Junhui  |
| 20    | Joe Swail     | 31:31    | Steve Davis  |
| 21    | Peter Ebdon   | 31:31    | Jamie Cope   |

| Spiel | Spieler 1     | Ergebnis | Spieler 2    |
| ----- | ------------- | -------- | ------------ |
| 13    | Peter Ebdon   | 23:23    | Steve Davis  |
| 14    | Joe Swail     | 31:31    | Ding Junhui  |
| 15    | Jamie Cope    | 23:23    | Michael Holt |
| 16    | Mark Williams | 03:03    | Steve Davis  |
| 17    | Joe Swail     | 03:03    | Michael Holt |
| 18    | Peter Ebdon   | 13:13    | Ding Junhui  |
| 19    | Mark Williams | 23:23    | Ding Junhui  |
| 20    | Joe Swail     | 31:31    | Steve Davis  |
| 21    | Peter Ebdon   | 31:31    | Jamie Cope   |

#### Tabelle
| Pos. | Spieler       | Gegner | Gegner | Gegner | Gegner | Gegner | Gegner | Gegner | Partien | Frames | Punkte | Preisgeld NB |
| ---- | ------------- | ------ | ------ | ------ | ------ | ------ | ------ | ------ | ------- | ------ | ------ | ------------ |
| Pos. | Spieler       | WIL    | EBD    | COP    | DIN    | HOL    | SWA    | DAV    | Partien | Frames | Punkte | Preisgeld NB |
| 1    | Mark Williams |        | 2:3    | 3:0    | 3:2    | 3:0    | 3:0    | 3:0    | 5:1     | 17:5   | 5      | 2700 £       |
| 2    | Peter Ebdon   | 3:2    |        | 1:3    | 3:1    | 3:1    | 3:1    | 3:2    | 5:1     | 16:10  | 5      | 3200 £       |
| 3    | Jamie Cope    | 0:3    | 3:1    |        | 0:3    | 3:2    | 3:0    | 3:0    | 4:2     | 12:9   | 4      | 6000 £       |
| 4    | Ding Junhui   | 2:3    | 1:3    | 3:0    |        | 1:3    | 3:1    | 3:0    | 3:3     | 13:10  | 3      | 4500 £       |
| 5    | Michael Holt  | 0:3    | 1:3    | 2:3    | 3:1    |        | 0:3    | 3:1    | 2:4     | 9:14   | 2      | 0900 £       |
| 6    | Joe Swail     | 0:3    | 1:3    | 0:3    | 1:3    | 3:0    |        | 1:3    | 1:5     | 6:15   | 1      | 0600 £       |
| 7    | Steve Davis   | 0:3    | 2:3    | 0:3    | 0:3    | 1:3    | 3:1    |        | 1:5     | 6:16   | 1      | 0600 £       |

Qualifikation für das Halbfinale der Gruppe 7

#### K.-o.-Phase
|  | Halbfinale Best of 5 Frames | Halbfinale Best of 5 Frames | Halbfinale Best of 5 Frames |  |  | Finale Best of 5 Frames | Finale Best of 5 Frames | Finale Best of 5 Frames |
|  |                             |                             |                             |  |  |                         |                         |                         |
|  |                             |                             |                             |  |  |                         |                         |                         |
|  | 1                           | Mark Williams               | 0                           |  |  |                         |                         |                         |
|  | 4                           | Ding Junhui                 | 3                           |  |  |                         |                         |                         |
|  |                             |                             |                             |  |  | 4                       | Ding Junhui             | 1                       |
|  |                             |                             |                             |  |  | 3                       | Jamie Cope              | 3                       |
|  | 2                           | Peter Ebdon                 | 2                           |  |  |                         |                         |                         |
|  | 3                           | Jamie Cope                  | 3                           |  |  |                         |                         |                         |
|  |                             |                             |                             |  |  |                         |                         |                         |

## Winners’ Group

### Gruppenspiele
Die Sieger der sieben Gruppen hatten sich für die Gruppenphase der Finalrunde qualifiziert und spielten im Round-Robin-Modus um den Einzug ins Halbfinale. Die Spiele fanden am 24. und 25. März statt. In der Gruppenphase hatte Marco Fu noch 0:3 sowohl gegen Stephen Maguire als auch gegen Mark Allen verloren, in den Play-offs gewann er gegen beide und holte sich den Turniersieg.

#### Gruppenspiele
| Spiel | Spieler 1       | Ergebnis | Spieler 2       |
| ----- | --------------- | -------- | --------------- |
| 1     | Stephen Maguire | 32:32    | John Higgins    |
| 2     | Judd Trump      | 32:32    | Marco Fu        |
| 3     | Neil Robertson  | 32:32    | Mark Allen      |
| 4     | Jamie Cope      | 31:31    | Stephen Maguire |
| 5     | John Higgins    | 32:32    | Judd Trump      |
| 6     | Marco Fu        | 30:30    | Neil Robertson  |
| 7     | Mark Allen      | 23:23    | Jamie Cope      |
| 8     | Stephen Maguire | 03:03    | Judd Trump      |
| 9     | John Higgins    | 31:31    | Marco Fu        |
| 10    | Neil Robertson  | 23:23    | Jamie Cope      |
| 11    | Judd Trump      | 03:03    | Jamie Cope      |
| 12    | Mark Allen      | 93:93    | Marco Fu        |

| Spiel | Spieler 1       | Ergebnis | Spieler 2       |
| ----- | --------------- | -------- | --------------- |
| 1     | Stephen Maguire | 32:32    | John Higgins    |
| 2     | Judd Trump      | 32:32    | Marco Fu        |
| 3     | Neil Robertson  | 32:32    | Mark Allen      |
| 4     | Jamie Cope      | 31:31    | Stephen Maguire |
| 5     | John Higgins    | 32:32    | Judd Trump      |
| 6     | Marco Fu        | 30:30    | Neil Robertson  |
| 7     | Mark Allen      | 23:23    | Jamie Cope      |
| 8     | Stephen Maguire | 03:03    | Judd Trump      |
| 9     | John Higgins    | 31:31    | Marco Fu        |
| 10    | Neil Robertson  | 23:23    | Jamie Cope      |
| 11    | Judd Trump      | 03:03    | Jamie Cope      |
| 12    | Mark Allen      | 93:93    | Marco Fu        |

| Spiel | Spieler 1       | Ergebnis | Spieler 2      |
| ----- | --------------- | -------- | -------------- |
| 13    | Stephen Maguire | 23:23    | Mark Allen     |
| 14    | John Higgins    | 31:31    | Neil Robertson |
| 15    | Marco Fu        | 03:03    | Jamie Cope     |
| 16    | Judd Trump      | 30:30    | Mark Allen     |
| 17    | John Higgins    | 30:30    | Jamie Cope     |
| 18    | Stephen Maguire | 23:23    | Neil Robertson |
| 19    | Judd Trump      | 32:32    | Neil Robertson |
| 20    | John Higgins    | 23:23    | Mark Allen     |
| 21    | Stephen Maguire | 03:03    | Marco Fu       |

| Spiel | Spieler 1       | Ergebnis | Spieler 2      |
| ----- | --------------- | -------- | -------------- |
| 13    | Stephen Maguire | 23:23    | Mark Allen     |
| 14    | John Higgins    | 31:31    | Neil Robertson |
| 15    | Marco Fu        | 03:03    | Jamie Cope     |
| 16    | Judd Trump      | 30:30    | Mark Allen     |
| 17    | John Higgins    | 30:30    | Jamie Cope     |
| 18    | Stephen Maguire | 23:23    | Neil Robertson |
| 19    | Judd Trump      | 32:32    | Neil Robertson |
| 20    | John Higgins    | 23:23    | Mark Allen     |
| 21    | Stephen Maguire | 03:03    | Marco Fu       |

#### Tabelle
| Pos. | Spieler         | Gegner | Gegner | Gegner | Gegner | Gegner | Gegner | Gegner | Partien | Frames | Punkte | Preisgeld NB |
| ---- | --------------- | ------ | ------ | ------ | ------ | ------ | ------ | ------ | ------- | ------ | ------ | ------------ |
| Pos. | Spieler         | MAG    | ALL    | ROB    | MFU    | TRU    | HIG    | COP    | Partien | Frames | Punkte | Preisgeld NB |
| 1    | Stephen Maguire |        | 3:2    | 3:2    | 3:0    | 3:0    | 2:3    | 3:1    | 5:1     | 17:8   | 5      | 0.6400 £     |
| 2    | Mark Allen      | 2:3    |        | 3:2    | 3:0    | 3:0    | 2:3    | 3:2    | 4:2     | 16:10  | 4      | 0.9700 £     |
| 3    | Neil Robertson  | 2:3    | 2:3    |        | 3:0    | 3:2    | 3:1    | 3:2    | 4:2     | 16:11  | 4      | 0.6800 £     |
| 4    | Marco Fu        | 0:3    | 0:3    | 0:3    |        | 3:2    | 3:1    | 3:0    | 3:3     | 9:12   | 3      | 13.600 £     |
| 5    | Judd Trump      | 0:3    | 0:3    | 2:3    | 2:3    |        | 3:2    | 3:0    | 2:4     | 10:14  | 2      | 0.2000 £     |
| 6    | John Higgins    | 3:2    | 3:2    | 1:3    | 1:3    | 2:3    |        | 0:3    | 2:4     | 10:16  | 2      | 0.2000 £     |
| 7    | Jamie Cope      | 1:3    | 2:3    | 2:3    | 0:3    | 0:3    | 3:0    |        | 1:5     | 8:15   | 1      | 0.1600 £     |

Qualifikation für das Halbfinale der Winners’ Group

#### K.-o.-Phase
|  | Halbfinale Best of 5 Frames | Halbfinale Best of 5 Frames | Halbfinale Best of 5 Frames |  |  | Finale Best of 5 Frames | Finale Best of 5 Frames | Finale Best of 5 Frames |
|  |                             |                             |                             |  |  |                         |                         |                         |
|  |                             |                             |                             |  |  |                         |                         |                         |
|  | 1                           | Stephen Maguire             | 0                           |  |  |                         |                         |                         |
|  | 4                           | Marco Fu                    | 3                           |  |  |                         |                         |                         |
|  |                             |                             |                             |  |  | 4                       | Marco Fu                | 3                       |
|  |                             |                             |                             |  |  | 2                       | Mark Allen              | 2                       |
|  | 2                           | Mark Allen                  | 3                           |  |  |                         |                         |                         |
|  | 3                           | Neil Robertson              | 2                           |  |  |                         |                         |                         |
|  |                             |                             |                             |  |  |                         |                         |                         |

### Finale
| Finale: Best of 5 Frames Crondon Park Golf Club, Stock, England, 25. März 2010 |                |            |
| Marco Fu                                                                       | 3:2            | Mark Allen |
| 31:75, 35:72, 64:61, 94:26 (94), 134:0 (134)                                   |                |            |
| 134                                                                            | Höchstes Break | –          |
| 1                                                                              | Century-Breaks | –          |
| 2                                                                              | 50+-Breaks     | –          |

## Century-Breaks
94 Century-Breaks wurden im Verlauf der 8 Turnierrunden gespielt, 19 der 25 Teilnehmer gelang mindestens ein Break mit dreistelliger Punktzahl. Marco Fu spielte in Gruppe 4 ein Break von 144 Punkten, die höchste Punktzahl im Turnier, dasselbe gelang Peter Ebdon in Gruppe 6. Neil Robertson spielte in 4 Qualifikationsgruppen und der Winners’s Group zusammengenommen 16 Centurys.
| Peter Ebdon       | 144, 141, 139, 130, 114, 102 (2×), 101 (2×)                               |
| Marco Fu          | 144, 134, 133, 130, 122, 120, 111, 110, 104 (2×), 103 (2×), 100           |
| Mark Williams     | 143, 135, 122, 117, 104 (2×)                                              |
| Barry Hawkins     | 142                                                                       |
| Stephen Maguire   | 140, 118, 110, 101 (2×)                                                   |
| John Higgins      | 138                                                                       |
| Ronnie O’Sullivan | 138                                                                       |
| Ding Junhui       | 137, 131, 112, 109                                                        |
| Ali Carter        | 136 (2×), 127, 110 (2×)                                                   |
| Neil Robertson    | 135, 131, 122, 116, 115, 113 (2×), 111, 110, 105, 104, 103, 101, 100 (3×) |

| Jamie Cope     | 133, 113, 105, 102 (2×), 100 (2×)      |
| Ricky Walden   | 133                                    |
| Mark Selby     | 131, 128, 122                          |
| Stuart Bingham | 124, 110                               |
| Mark Allen     | 114, 107, 103, 100 (2×)                |
| Shaun Murphy   | 112, 109                               |
| Judd Trump     | 107 (2×), 106, 104, 103, 102, 101, 100 |
| Stephen Hendry | 106                                    |
| Joe Perry      | 101                                    |